# Équipe de Belgique de football en 1965
Maillots
Chronologie
Saison précédente Saison suivante
L'équipe de Belgique de football dispute en 1965 les éliminatoires de la Coupe du monde en Angleterre.

## Objectifs
Le seul objectif de la saison pour la Belgique est de tenter de se qualifier pour la Coupe du monde en Angleterre.

## Résumé de la saison
Durant la décennie qui suit, une génération de joueurs offensifs d'envergure émerge parmi les Diables Rouges, avec des joueurs comme Jacques Stockman, Paul Van Himst et Roger Claessen notamment. Mais ces joueurs ne parviennent pas à qualifier le pays pour une grande compétition internationale. La Belgique est éliminée lors des qualifications pour la Coupe du monde 1962 avec quatre défaites en autant de matchs. Deux ans plus tard, elle est battue dès les huitièmes de finale de la Coupe d'Europe des nations par la Yougoslavie. Lors des éliminatoires de la Coupe du monde 1966, la Belgique termine ex aequo avec la Bulgarie. Les deux équipes doivent disputer un match de barrage à Florence pour les départager, que les Bulgares remportent (2-1). Les Diables Rouges échouent également de peu durant les éliminatoires de l'Euro 1968, terminant un point derrière la France,.

## Bilan de l'année
L'objectif est manqué, les Diables Rouges se voient obligés de disputer un match d'appui sur terrain neutre, lors duquel ils s'inclinent (1-2), face à la Bulgarie, ex æquo aux points en tête de leur groupe, malgré une différence de buts largement favorable aux Belges (+8 contre +3 aux Bulgares). Ce critère n'était malheureusement pas encore pris en compte à l'époque et n'allait être introduit qu'en 1970 par la FIFA.

### Coupe du monde 1966

#### Éliminatoires (Groupe 1)
| Rang | Équipe   | Pts | J | G | N | P | Bp | Bc | Diff |  | Résultats (▼ dom., ► ext.) |     |     |     |
| ---- | -------- | --- | - | - | - | - | -- | -- | ---- |  | -------------------------- | --- | --- | --- |
| 1    | Belgique | 6   | 4 | 3 | 0 | 1 | 11 | 3  | +8   |  | Belgique                   |     | 5-0 | 1-0 |
| 1    | Bulgarie | 6   | 4 | 3 | 0 | 1 | 9  | 6  | +3   |  | Bulgarie                   | 3-0 |     | 4-0 |
| 3    | Israël   | 0   | 4 | 0 | 0 | 4 | 1  | 12 | -11  |  | Israël                     | 0-5 | 1-2 |     |

#### Match d'appui
| Équipe 1 | Résultat | Équipe 2 |
| -------- | -------- | -------- |
| Bulgarie | 2-1      | Belgique |

- Sélection qualifiée pour la Coupe du monde 1966

## Les matchs
| Match amical                                                  | République d'Irlande   | 0 - 2   | Belgique                      | Dalymount Park Dublin, Irlande                     |                                                    |
| 24 mars 1965 · 20:00 heure locale · Historique des rencontres |                        | (0 – 1) | McEvoy 15e (csc) · Jurion 59e | Spectateurs : 30 000 Arbitrage : Ad Boogaerts (nl) | Spectateurs : 30 000 Arbitrage : Ad Boogaerts (nl) |
| 24 mars 1965 · 20:00 heure locale · Historique des rencontres | Rapport (RBFA) Rapport |         |                               | Spectateurs : 30 000 Arbitrage : Ad Boogaerts (nl) | Spectateurs : 30 000 Arbitrage : Ad Boogaerts (nl) |

| Match amical                                                  | Belgique               | 0 - 0   | Pologne | Stade du Heysel Laeken, Belgique             |                                              |
| 7 avril 1965 · 19:30 heure locale · Historique des rencontres |                        | (0 – 0) |         | Spectateurs : 3 675 Arbitrage : Bob Davidson | Spectateurs : 3 675 Arbitrage : Bob Davidson |
| 7 avril 1965 · 19:30 heure locale · Historique des rencontres | Rapport (RBFA) Rapport |         |         | Spectateurs : 3 675 Arbitrage : Bob Davidson | Spectateurs : 3 675 Arbitrage : Bob Davidson |

| Coupe du monde 1966 Éliminatoires - Groupe 1                | Belgique               | 1 - 0   | Israël | Stade du Heysel Laeken, Belgique                    |                                                     |
| 9 mai 1965 · 17:00 heure locale · Historique des rencontres | Jurion 24e (pen.)      | (1 – 0) |        | Spectateurs : 21 699 Arbitrage : Einer Poulsen (hu) | Spectateurs : 21 699 Arbitrage : Einer Poulsen (hu) |
| 9 mai 1965 · 17:00 heure locale · Historique des rencontres | Rapport (RBFA) Rapport |         |        | Spectateurs : 21 699 Arbitrage : Einer Poulsen (hu) | Spectateurs : 21 699 Arbitrage : Einer Poulsen (hu) |

Note : Première rencontre officielle entre les deux nations.
| Match amical                                                 | Brésil                                           | 5 - 0   | Belgique | Stade Maracanã Rio de Janeiro, Brésil                  |                                                        |
| 2 juin 1965 · 21:15 heure locale · Historique des rencontres | Pelé 49e 64e 70e · Flávio 75e · Rinaldo (nl) 80e | (0 – 0) |          | Spectateurs : 102 196 Arbitrage : Alberto Tejada Burga | Spectateurs : 102 196 Arbitrage : Alberto Tejada Burga |
| 2 juin 1965 · 21:15 heure locale · Historique des rencontres | Rapport (RBFA) Rapport                           |         |          | Spectateurs : 102 196 Arbitrage : Alberto Tejada Burga | Spectateurs : 102 196 Arbitrage : Alberto Tejada Burga |

| Coupe du monde 1966 Éliminatoires - Groupe 1                       | Bulgarie                         | 3 - 0   | Belgique | Stade Slavia (en) Sofia, Bulgarie                   |                                                     |
| 26 septembre 1965 · 16:00 heure locale · Historique des rencontres | Kotkov 30e 60e · Asparoukhov 34e | (2 – 0) |          | Spectateurs : 25 380 Arbitrage : Konstantin Zečević | Spectateurs : 25 380 Arbitrage : Konstantin Zečević |
| 26 septembre 1965 · 16:00 heure locale · Historique des rencontres | Rapport (RBFA) Rapport           |         |          | Spectateurs : 25 380 Arbitrage : Konstantin Zečević | Spectateurs : 25 380 Arbitrage : Konstantin Zečević |

| Coupe du monde 1966 Éliminatoires - Groupe 1                     | Belgique                                        | 5 - 0   | Bulgarie | Stade Emile Versé Anderlecht, Belgique       |                                              |
| 27 octobre 1965 · 19:30 heure locale · Historique des rencontres | Van Himst 18e 55e · Thio 75e 80e · Stockman 89e | (1 – 0) |          | Spectateurs : 13 780 Arbitrage : Marcel Bois | Spectateurs : 13 780 Arbitrage : Marcel Bois |
| 27 octobre 1965 · 19:30 heure locale · Historique des rencontres | Rapport (RBFA) Rapport                          |         |          | Spectateurs : 13 780 Arbitrage : Marcel Bois | Spectateurs : 13 780 Arbitrage : Marcel Bois |

| Coupe du monde 1966 Éliminatoires - Groupe 1                      | Israël                 | 0 - 5   | Belgique                                    | Stade Ramat Gan Ramat Gan, Israël                  |                                                    |
| 10 novembre 1965 · 17:00 heure locale · Historique des rencontres |                        | (0 – 3) | Van Himst 24e 32e 71e · Thio 30e · Puis 48e | Spectateurs : 48 355 Arbitrage : Antonio Sbardella | Spectateurs : 48 355 Arbitrage : Antonio Sbardella |
| 10 novembre 1965 · 17:00 heure locale · Historique des rencontres | Rapport (RBFA) Rapport |         |                                             | Spectateurs : 48 355 Arbitrage : Antonio Sbardella | Spectateurs : 48 355 Arbitrage : Antonio Sbardella |

| Coupe du monde 1966 Éliminatoires - Match d'appui                 | Bulgarie            | 2 - 1                  | Belgique            | Stade communal Florence, Italie                    |                                                    |
| 29 décembre 1965 · 14:30 heure locale · Historique des rencontres | Asparoukhov 18e 19e | (2 – 0)                | Gaganelov 75e (csc) | Spectateurs : 11 659 Arbitrage : Antonio Sbardella | Spectateurs : 11 659 Arbitrage : Antonio Sbardella |
| 29 décembre 1965 · 14:30 heure locale · Historique des rencontres | Kolev 87e           | Rapport (RBFA) Rapport |                     | Spectateurs : 11 659 Arbitrage : Antonio Sbardella | Spectateurs : 11 659 Arbitrage : Antonio Sbardella |

Note : Ce match de barrage sur terrain neutre devait départager la Belgique et la Bulgarie, ex æquo aux points en tête de leur groupe, malgré une différence de buts largement favorable aux Belges (+8 contre +3 aux Bulgares) mais ce critère n'était pas encore pris en compte à l'époque et n'allait être introduit qu'en 1970 par la FIFA.

## Les joueurs
| Joueurs                | Joueurs              | Amical | Amical | QCM 1966 | Amical | QCM 1966 | QCM 1966 | QCM 1966 | QCM 1966 |
| ---------------------- | -------------------- | ------ | ------ | -------- | ------ | -------- | -------- | -------- | -------- |
| Gardiens de but        |                      |        |        |          |        |          |          |          |          |
| Jean Nicolay           | Standard de Liège    | 90     | 90     | 90       | 90     | r        | r        | 90       | 90       |
| Guy Delhasse           | RFC Liégeois         | r      | r      | r        | r      | 90       |          |          |          |
| Jean-Marie Trappeniers | RSC Anderlechtois    |        |        |          |        |          | 90       | r        | r        |
| Défenseurs             |                      |        |        |          |        |          |          |          |          |
| Georges Heylens        | RSC Anderlechtois    | 90     | 90     | 90       | 90     | 90       | 90       | 90       | 90       |
| Albert Sulon           | RFC Liégeois         | 90     | 43e    | 90       | 90     |          |          |          |          |
| Robert Willems         | K Lierse SK          | 90     |        |          | r      |          |          |          |          |
| Jean Cornelis          | RSC Anderlechtois    | 90     | 90     |          |        | 90       |          |          |          |
| Robert Weyn            | R Beerschot AC       | r      | r      |          | r      |          | r        | 90,      | r        |
| Jean Plaskie           | RSC Anderlechtois    |        | 90     | 90       | 90     | 90       | 90       | 90       | 90       |
| Laurent Verbiest       | RSC Anderlechtois    |        | 43e    |          |        | 90       | 90       | r        | 90       |
| Robert Granjé          | K Lierse SK          |        |        | r        |        |          |          |          |          |
| Milieux                |                      |        |        |          |        |          |          |          |          |
| Gérard Sulon           | RFC Liégeois         | 90     | 90     | 90       | 90     | r        |          |          |          |
| Jef Jurion             | RSC Anderlechtois    | 90     | 90     | 90       |        | 90       | 90       | 90       | 90       |
| Jan Verheyen           | R Beerschot AC       | 90     | 90     | r        | r      |          | r        | r        | r        |
| Yves Baré              | RFC Liégeois         | r      |        | 90       | 90     | r        | 90       | 90       | 90       |
| Léon Semmeling         | Standard de Liège    | r      |        |          | 90     | 90       |          |          |          |
| Pierre Hanon           | RSC Anderlechtois    |        |        |          | 90     | 90       |          |          |          |
| Albert Michiels        | R Beerschot AC       |        |        |          |        |          | 90       | 90       | 90       |
| Johny Thio             | RFC Brugeois         |        |        |          |        |          | 90 ,     | 90       | 90       |
| Attaquants             |                      |        |        |          |        |          |          |          |          |
| Paul Van Himst         | RSC Anderlechtois    | 90     | 90     | 90       |        | 90       | 90       | 90       | 90       |
| Frans Vermeyen         | K Lierse SK          | 90     | r      | 90       |        |          |          |          |          |
| Wilfried Puis          | RSC Anderlechtois    | 90     | 90     | 90       |        | 90       | 90       | 90       | 90       |
| Roger Claessen         | Standard de Liège    |        | 90     |          | 90     |          |          |          |          |
| Jacques Stockman       | RSC Anderlechtois    |        |        | 90       | 90     | r        | 90       | 90       | 90       |
| Paul van den Berg      | Union Saint-Gilloise |        |        | r        |        | 90       |          |          |          |
| Godfried Van Den Boer  | K Saint-Trond VV     |        |        |          | 90     |          | r        | r        | r        |

Un « r » indique un joueur qui était parmi les remplaçants mais qui n'est pas monté au jeu.
1. 1 2 3 4 5 6  Dernière sélection officielle pour le joueur.
2. 1 2 3 4 5  Première sélection officielle pour le joueur.
3. ↑  Premier but officiel pour le joueur.

## Aspects socio-économiques

### Couverture médiatique
| Jour de diffusion | Match                           | Compétition    | Diffuseur francophone | Diffuseur néerlandophone |
| ----------------- | ------------------------------- | -------------- | --------------------- | ------------------------ |
| 24 mars 1965      | République d'Irlande - Belgique | Amical         | non diffusé           | non diffusé              |
| 7 avril 1965      | Belgique - Pologne              | Amical         | RTB                   | BRT                      |
| 9 mai 1965        | Belgique - Israël               | Coupe du monde | non diffusé           | non diffusé              |
| 2 juin 1965       | Brésil - Belgique               | Amical         | non diffusé           | non diffusé              |
| 26 septembre 1965 | Bulgarie - Belgique             | Coupe du monde | non diffusé           | non diffusé              |
| 27 octobre 1965   | Belgique - Bulgarie             | Coupe du monde | RTB                   | BRT                      |
| 10 novembre 1965  | Israël - Belgique               | Coupe du monde | non diffusé           | non diffusé              |
| 29 décembre 1965  | Bulgarie - Belgique             | Coupe du monde | RTB                   | BRT                      |

Source : Programme TV dans Gazet van Antwerpen.

## Sources

### Archives
1. ↑  (nl) « Concentra online archief », sur krantenarchief.concentra.be, Mediahuis.